# Eiland van Cadzand
Het Eiland van Cadzand is het deel van West-Zeeuws-Vlaanderen waarin de dorpen Cadzand en Zuidzande zich bevinden.
Zeeuws-Vlaanderen is door droogmakerijen, dus door inpolderingen vanuit het hoger gelegen vasteland in het zuiden ontstaan, terwijl ook op zandbanken die verder zeewaarts lagen inpolderingen plaatsvonden. Men begon met het aanleggen van lage dijken of kaden, en aldus ontstonden zogenaamde "beginnen" die in de loop der jaren aaneengroeiden tot oudlandpolders, waarop ook dorpen werden gesticht. Een dergelijke activiteit was reeds gaande in het begin van de 11e eeuw.
De eilanden groeiden door steeds verdergaande inpolderingen aaneen. Dit betreft onder meer het eiland Cadzand en het eiland Zuidzande. Deze gingen op den duur één eiland vormen dat op zijn beurt ook weer aan andere eilanden en aan het vasteland vastgroeide. Stormvloeden en militaire inundaties deden veel menselijke activiteit weer teniet. Het resultaat was een eiland, dat begrensd werd door het Zwin, het Coxysche Gat, het Zwarte Gat en de Wielingen. Dit eiland omvatte afgezien van het nog oudere Aardenburg de oude kern van West-Zeeuws-Vlaanderen, maar dat was met het vasteland verbonden.
Door inpolderingen van de zeegeulen werd het eiland aan de kant van het land omringd door ring van langgerekte, concentrische polders. Daarom is de omtrek van het eiland nog altijd goed in het landschap te herkennen, ook al is het voormalige eiland aan drie kanten weer volledig met het vasteland verbonden.
Het voormalige eiland wordt gekenmerkt door de aanwezigheid van middeleeuwse polders en de nabijheid van de zee. De bevolking is goeddeels protestants.
De naam van het Eiland is overgegaan op het -grotere- Land van Cadzand, waarmee gewoonlijk heel West-Zeeuws-Vlaanderen wordt bedoeld.